# Przemianowanie rejestrów
Przemianowanie rejestrów - technika w inżynierii komputerowej używana w celu uniknięcia niepotrzebnego szeregowego wykonania instrukcji narzuconego przez wykorzystanie tych samych rejestrów procesora przez następujące po sobie instrukcje.

## Definicja problemu
Prześledźmy poniższą sekwencję instrukcji:
1. R1 = MEM[1024]
2. R1 = R1 + 2
3. MEM[1032] = R1
4. R1 = MEM[2048]
5. R1 = R1 + 4
6. MEM[2056] = R1

Rozkazy 4, 5 oraz 6 są niezależne od rozkazów 1, 2 i 3, jednakże procesor nie może wykonać 4 dopóki rozkaz 3 nie zostanie zakończony.
Możemy usunąć to ograniczenie zmieniając nazwy rejestrów:
- 1. R1 = MEM[1024] 4. R2 = MEM[2048]
- 2. R1 = R1 + 2    5. R2 = R2 + 4
- 3. MEM[1032] = R1 6. MEM[2056] = R2

Teraz instrukcje 1, 2 i 3 mogą być wykonywane jednocześnie z instrukcjami 4, 5 oraz 6,
a co za tym idzie przyspieszone może być przetwarzanie całej sekwencji.
Jeśli jest to możliwe przemianowanie rejestrów dokonuje się na etapie kompilacji,
jednakże współczesne procesory zawierają więcej fizycznych rejestrów niż wynika to
z architektury listy rozkazów (ang. ISA),
więc przemianowanie rejestrów jest wykonywane sprzętowo aby uzyskać dalsze
zrównoleglenie przetwarzania instrukcji.

## Konflikty i przemianowanie rejestrów
Kiedy więcej niż jedna instrukcja odwołuje się do określonego operandu w celu odczytu,
bądź zapisu, wykonanie tych instrukcji w innej kolejności niż wynika to z oryginalnego
porządku programu skutkuje konfliktem danych:
- Odczyt po zapisie (RAW)

Instrukcja odczytująca zawartość rejestru musi wykonać się po instrukcji zapisującej występującej bezpośrednio przed nią w porządku programu, a nie po innej instrukcji zapisującej ten rejestr.
- Zapis po zapisie (WAW)

Zawartość rejstru po sekwencji instrukcji piszących do niego musi wynikać z ostatniej instrukcji według porządku programu.
- Zapis po odczycie (WAR)

Instrukcja zapisu nie może wykonać się po instrukcji odczytu z tego samego rejestru, gdyż spowoduje to odczytanie błędnej wartości.